# Schicksalslied (Brahms)

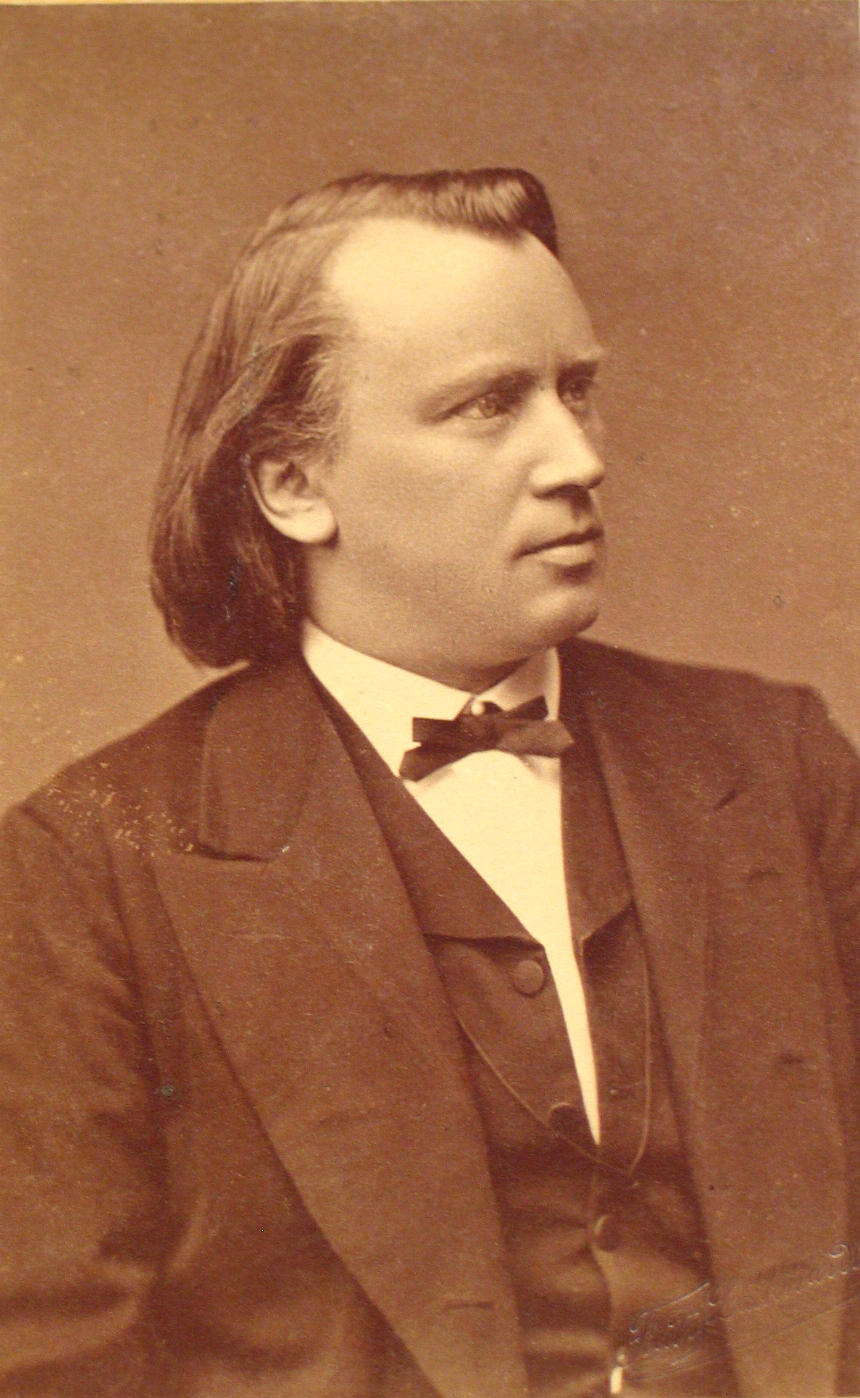
Johannes Brahms um 1870

Das Schicksalslied op. 54 ist ein 1871 uraufgeführtes Werk für Chor und Orchester von Johannes Brahms (1833–1897), in dem das gleichnamige Gedicht von Friedrich Hölderlin vertont ist.

## Entstehung und Rezeption
In den Jahren nach Vollendung des Deutschen Requiems bildeten weitere Werke für Chor und Orchester einen Schaffensschwerpunkt von Johannes Brahms: Die Kantate Rinaldo op. 50, die Alt-Rhapsodie op. 53 und das Schicksalslied op. 54, gefolgt vom Triumphlied op. 55.
Griff Brahms beim Rinaldo und der Alt-Rhapsodie auf Texte Goethes zurück, inspirierte ihn ein Gedicht Friedrich Hölderlins zur Komposition des Schicksalsliedes. Albert Dietrich berichtet von einem Ausflug gemeinsam mit seiner Frau und dem Ehepaar Reinthaler im Sommer 1868 nach Wilhelmshaven: „Unterwegs war der sonst so muntere Freund still und ernst. Er erzählte, er habe früh am Morgen […] im Bücherschrank Hölderlins Gedichte gefunden und sei von dem Schicksalslied auf das tiefste ergriffen. Als wir später nach langem Umherwandern und nach Besichtigung aller interessanten Dinge ausruhend am Meere saßen, entdeckten wir bald Brahms in weiter Entfernung, einsam am Strand sitzend und schreibend. Es waren die ersten Skizzen des Schicksalsliedes […].“
Das mit Hyperions Schicksalslied betitelte Gedicht Hölderlins entstammt dem zweiten Band des Brief-Romans Hyperion oder der Eremit in Griechenland, der 1799 publiziert wurde. Während die beiden ersten Strophen die Welt der Götter als menschliche Sehnssuchtsvision schildern, beschreibt die dritte Strophe in scharfem Kontrast dazu das ausweglose Leiden der Menschen.
Die Umsetzung in eine musikalisch ausgewogene Form beschäftigte Brahms längere Zeit. Die Partitur wurde erst im Mai 1871 in Lichtental fertiggestellt und dann dem befreundeten Dirigenten Hermann Levi übergeben. Dieser verfertigte auch den Klavierauszug, in dem Brahms nochmals Änderungen vornahm. Die schließlich gefundene formale Lösung, der düsteren Welt der dritten Strophe ein positiv gestimmtes, auf die Musik des Eingangsteils zurückgreifendes Instrumentalnachspiel folgen zu lassen, ließ bei Brahms Selbstzweifel aufkommen, so dass er nach Fertigstellung der Partitur nochmals die beiden ersten Verse mit Chor einfügen wollte – diese Fassung ist in Abschrift Levis erhalten –, wobei es ihm weniger auf die Worte, als auf die Klangwirkung ankam („Am liebsten möchte ich den Chor nur ‚ah‘ singen lassen, quasi Brummstimmen.“). Levi, der auch einige instrumentationspraktische Empfehlungen gab, brachte Brahms davon jedoch wieder ab. Bei der Probe zur Uraufführung legte Brahms, wie Florence May berichtet, besondere Sorgfalt auf dieses instrumentale Nachspiel.
Die Uraufführung erfolgte am 18. Oktober 1871 in Karlsruhe im ersten Mittwochskonzert des Philharmonischen Vereins, wobei teils Hermann Levi dirigierte, während Brahms das Dirigat seines Schicksalsliedes selbst übernahm. Im Programm standen außerdem Szenen aus Goethes Faust von Robert Schumann sowie zwei von Brahms orchestrierte Lieder von Franz Schubert.
Das Schicksalslied hinterließ beim Karlsruher Publikum tiefen Eindruck, und schon Anfang 1872 folgten weitere Aufführungen in Bremen, Breslau, Frankfurt und Wien.
Der Erstdruck des Schicksalsliedes (Partitur, Klavierauszug, Chor- und Orchesterstimmen) erschien im Dezember 1871 als op. 54 im Verlag N. Simrock, Berlin.
Max Klinger ließ sich in seinem Grafikzyklus Brahms-Phantasie unter anderem durch das Schicksalslied inspirieren.

## Werkbeschreibung

### Besetzung und Aufführungsdauer
Das Schicksalslied ist für vierstimmigen Chor (ohne Solostimmen) und Orchester gesetzt. Die Orchesterbesetzung umfasst 2 Flöten, 2 Oboen, 2 Klarinetten, 2 Fagotte, 2 Hörner, 2 Trompeten, 3 Posaunen, Pauken und Streicher.
Die Aufführungsdauer liegt bei etwa 16 Minuten.

### Musik

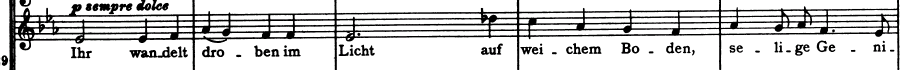
Schicksalslied, 1. Strophe, Alteinsatz

Das Werk beginnt mit einem in Es-Dur stehenden, „Langsam und sehnsuchtsvoll“ überschriebenen Orchestervorspiel, das – untermalt durch ein Pauken-Ostinato – in die helle Welt der beiden ersten Strophen einstimmt. Ab Takt 29 setzt „sempre dolce“ der Chor ein, zunächst mit den Altstimmen auf den Text „Ihr wandelt droben im Licht auf weichem Boden, selige Genien“. Den Schluss der 1. Strophe „[…] Wie die Finger der Künstlerin heilige Saiten“ versinnbildlichen Arpeggien der Streichinstrumente.
Kontrastierend zur im Pianissimo verklingenden zweiten Strophe ist die in Takt 104 beginnende dritte Strophe, nun in der Paralleltonart c-Moll stehend, geprägt durch erregte Streicherfigurationen, harte Akzente und Dissonanzen. Um Ausgewogenheit zur Länge des ersten Chorteils zu erreichen, wird ihr Text wiederholt. Dem mit stockender Deklamation des Textschlusses „ins Ungewisse hinab“ und in orchestralen Themenfragmenten über einem leisen Pauken-Orgelpunkt endenden Chorteil folgt ab Takt 380 ein dessen Fatalismus abmilderndes Orchesternachspiel in C-Dur, in dem zunächst die Soloflöte „legato e molto espressivo“ auf die instrumentale Einleitung zurückgreift.
Der Text lautet:
Ihr wandelt droben im Licht

Auf weichem Boden, selige Genien!

Glänzende Götterlüfte

Rühren euch leicht,

Wie die Finger der Künstlerin

Heilige Saiten.

Schicksallos, wie der schlafende

Säugling, atmen die Himmlischen;

Keusch bewahrt

In bescheidener Knospe,

Blühet ewig

Ihnen der Geist,

Und die seligen Augen

Blicken in stiller

Ewiger Klarheit.

Doch uns ist gegeben,

Auf keiner Stätte zu ruhn,

Es schwinden, es fallen

Die leidenden Menschen

Blindlings von einer

Stunde zur andern,

Wie Wasser von Klippe

Zu Klippe geworfen,

Jahr lang ins Ungewisse hinab.